# Wickersdorf (Saalfeld)
Wickersdorf ist eine Ortslage im Ortsteil Saalfelder Höhe der Stadt Saalfeld/Saale im Landkreis Saalfeld-Rudolstadt in Thüringen.

## Geographie
Wickersdorf ist der südlichste Ortsteil der Stadt. Der in der Gemarkung des Dorfes liegende Mühlberg misst 609 m über NN. Die Gemarkung des Dorfes liegt im Mittel bei 614 m über NN. Die hauptsächlich mit Grünland bestandene Flur des Dorfes ist rundum bewaldet. Über die Bundesstraße 281 erreicht man am Abzweig Wickersdorfer Kreuz südlich hinter Hoheneiche die Zufahrt über die Kreisstraße 140 zum Dorf.

## Geschichte
Am 19. Oktober 1454 wurde der Ort erstmals urkundlich genannt. Das 229 Einwohner zählende Dorf wurde durch die Freie Schulgemeinde Wickersdorf bekannt und geprägt. Es war ein reformpädagogisches Schulprojekt von Gustav Wyneken, Paul Geheeb, August Halm, Martin Luserke, Rudolf Aeschlimann und Fritz Hafner, das 1906 begann. Die Domäne in Wickersdorf wurde Paul Geheeb zuliebe von Staatsrat Schaller am 10. Juli 1906 vorgeschlagen. Nach 1945 führte die DDR eine Internatsschule ein, die stark der damaligen gesellschaftlichen Entwicklung folgte. Sie war eine Spezialschule mit erweitertem Russisch-Unterricht und Patenschaftsvertrag zur Dienststelle des MfS in Saalfeld. Sie galt als Kaderschmiede und „roter Versuchsacker“. Die Eltern der Schüler gehörten überwiegend zur DDR-Elite.  Nach dem erfolglosen Versuch, 1990 mit einer Neugründung an die Tradition der Freien Schulgemeinde anzuknüpfen, wurde die Schule 1991 geschlossen.
Jetzt nutzt die anthroposophische Lebensgemeinschaft Wickersdorf das Grundstück.
Von 1991 bis 1996 gehörte Wickersdorf der Verwaltungsgemeinschaft Saalfelder Höhe an. Mit deren Umwandlung zur Einheitsgemeinde Saalfelder Höhe wurde auch Wickersdorf deren Ortsteil. Diese wurde am 6. Juli 2018 nach Saalfeld eingemeindet.

## Bekannte Personen mit Bezug zu Wickersdorf
- Ernst Putz (1896–1933), Reichstagsabgeordneter